# Walerian Meysztowicz
Walerian Meysztowicz h. Rawicz (ur. 24 czerwca 1893 w Pojościu k. Poniewieża, zm. 24 maja 1982 w Rzymie) – polski ksiądz i teolog katolicki, mediewista.

## Życiorys
Pochodził z Kowieńszczyzny z rodziny ziemiańskiej Aleksandra i Zofii z hr. Korwin-Kossakowskich h. Ślepowron. Ukończył Cesarskie Liceum Aleksandrowskie w Petersburgu. Walczył w wojnie polsko–bolszewickiej. W 1921 wstąpił do seminarium duchownego w Wilnie, a w 1924 przyjął święcenia kapłańskie. W latach 1926–1929 był sekretarzem abp Romualda Jałbrzykowskiego, a w latach 1929–1932 kapelanem Stowarzyszenia „Odrodzenie”. Ukończył studia na wydziale prawa kanonicznego Instytutu Obojga Praw Papieskiego Uniwersytetu Laterańskiego w Rzymie. W 1932 pracował jako radca kanoniczny (prawny) w ambasadzie polskiej przy Stolicy Apostolskiej. Równocześnie w latach 1936–1939 był profesorem prawa kanonicznego Uniwersytetu Stefana Batorego w Wilnie. Filister honorowy korporacji akademickiej Conradia.
Walczył w kampanii wrześniowej w 13 pułku Ułanów Wileńskich, następnie przedostał się do Watykanu, gdzie spędził resztę wojny. Współzałożyciel (1945) i prezes Polskiego Instytutu Historycznego w Rzymie. Do śmierci mieszkał w Watykanie. Posiadał godność kanonika bazyliki św. Piotra i protonotariusza apostolskiego. Członek Polskiego Towarzystwa Naukowego na Obczyźnie.
Autor książki Gawędy o czasach i ludziach (Londyn 1983 i 1993), w której opisał dzieje rodzinnej Kowieńszczyzny i współczesne sobie wydarzenia na przestrzeni stulecia. Książka ta została wydana w 2004 roku również w przekładzie litewskim, pod tytułem Pašnekesiai apie laikus ir žmones. Był postulatorem procesu beatyfikacyjnego Arcybiskupa Jana Cieplaka.

## Ordery i odznaczenia
- Krzyż Srebrny Orderu Virtuti Militari[2] (za wojnę polsko-bolszewicką)
- Krzyż Komandorski z Gwiazdą Orderu Odrodzenia Polski (3 maja 1966)[4]
- Krzyż Oficerski Orderu Odrodzenia Polski[2]
- Krzyż Walecznych (dwukrotnie)[2]
- Medal Niepodległości (19 grudnia 1933)[5]
- Medal Pamiątkowy za Wojnę 1918–1921[2]

## Wybrane publikacje
- De conditione juridica Ecclesiae in Polonia, Romae: Jus Pontificium 1931.
- Repertorium bibliographicum pro rebus polonicis Archivi Secreti Vaticani, Vaticani 1943.
- De Archivo Nuntiaturae Varsaviensis quod nunc in Archivo Secreto Vaticano servantur, Vaticani 1944
- (redaktor serii) Elementa ad fontium editiones, Romae: Institutum Historicum Polonicum Romae 1962–1972, wiele tomów.
- Gawędy o czasach i ludziach, Londyn: Polska Fundacja Kulturalna 1983, Łomianki: Wydawnictwo LTW 2012.
- Przemówienie ks. Waleriana Meysztowicza z okazji Święta Niepodległości, wygłoszone 13 listopada 1966 roku, Rzym 1966.
- Benedetto XV, i cattolici e la prima guerra mondiale : atti del Convegno di Studio tenuto a Spoleto nei giorni 7-8-9 settembre 1962, a cura di Giuseppe Rossini, Roma: Edizioni 5 Lune 1963.
- Un monumento Polacco di lingua e di arte nella Biblioteca Apostolica Vaticana, Firenze: Leo S. Olschki 1951.
- Polsko-Morawska Księga w Bibliotece Watykańskiej, Rzym 1950.
- Św. Kazimierz, Rzym 1958.
- Poszło z dymem. Gawędy o czasach i ludziach, Wyd. 1 krajowe, Warszawa: Wydawnictwo Pokolenie 1989.